# Мишкинская
Мишкинская — станица в Аксайском районе Ростовской области.
Административный центр Мишкинского сельского поселения.

## География
Расположена в 20 км (по дорогам) северо-восточнее районного центра — города Аксай. Станица находится на правобережье реки Аксай.

### Улицы
| - ул. 8 Марта, - ул. Атаманская - ул. Виноградная, - ул. Декабристов, - ул. Дружбы, - ул. Железнодорожная, - ул. Заречная, - ул. Колхозная, - ул. Комсомольская, | - ул. Крутой Спуск, - ул. Малиновая, - ул. Матросова, - ул. Мира, - ул. Парижской Коммуны, - ул. Победы, - ул. Просвещения, - ул. Рабочая, - ул. Садовая, | - ул. Свободы, - ул. Северная, - ул. Солнечная, - ул. Терешковой, - ул. Школьная, - пер. Западный, - пер. Российский |

## История
Название хутора — Мишкин, пошло от имени атамана Михаила Черкашенина, который во второй половине XVI века вел борьбу с крымскими татарами, участвовал в войне с Польшей и Ливонией. Сам хутор известен с начала XIX века как «Стан атамана Мишки Черкашенина был расположен на Черкасских горах, где теперь Мишкин хутор Новочеркасской станицы, сохранивший до сего времени это название».
В 1914 году — х. Мишкинский Новочеркасской станицы.
28 марта 2000 года исполняющим обязанности Президента РФ, председателем правительства РФ В. В. Путиным было подписано Постановление № 274 о переименовании хутора Большой Мишкин в станицу Мишкинскую.
В станице имеется братское погребение — могила 123 солдат разных национальностей, погибших в боях с немецкими войсками на территории Мишкинского сельского поселения.

## Население
| 1989 | 2002  | 2010  |
| ---- | ----- | ----- |
| 2206 | ↗2605 | ↗3004 |

## Достопримечательности
В станице расположен православный храм — Церковь Рождества Иоанна Предтечи. В 1910 году в тогда ещё хуторе Мишкинском была возведена церковь из камня. Однако в 1930-е годы она прекратила функционировать. Постройку храма использовали в качестве сельского клуба, а затем как зернохранилище. В 1970-е годы постройка окончательно разрушилась, на месте церкви построили детский сад. Деятельность прихода возобновилась лишь в 2002 году. Изначально службы проводились в одном из зданий сельского дома культуры, а в 2009 году приходу была отведена постройка бывшего магазина по улице Просвещения. Здание было отреставрировано на средства прихожан, участников казацкого движения и местной администрации, в церкви был поставлен иконостас и престол.
Также в районе станицы находятся несколько археологических достопримечательностей, находящихся под государственной охраной. В километре на запад от станицы расположен курганный могильник «Большой Мишкин», датированный III тысячелетием до нашей эры. На таком же расстоянии на юго-восток находится курганный могильник «Большой Мишкин-2». Также на надпойменной террасе правого берега реки Аксай находится могильник «Аглицкий-1», созданный примерно в то же время, что и «Большой Мишкин».